# أولاد امبارك (هوارة أولاد رحو)
أولاد امبارك هي إحدى مشيخات المملكة المغربية، تتبع جغرافيا لإقليم جرسيف وإداريًا لهوارة أولاد رحو. يقدر عدد سكانها بـ 25971 نسمة حسب الإحصاء الرسمي للسكان والسكنى لسنة 2004.